# Dusun Mudo (Bangko)
Dusun Mudo is een bestuurslaag in het regentschap Merangin van de provincie Jambi, Indonesië. Dusun Mudo telt 693 inwoners (volkstelling 2010).